# Cantón Guano
Cantón Guano är en kanton i Ecuador.   Den ligger i provinsen Chimborazo, i den centrala delen av landet, 150 km söder om huvudstaden Quito.